# Postia luteocaesia
Postia luteocaesia är en svampart som först beskrevs av A. David, och fick sitt nu gällande namn av Jülich 1982. Postia luteocaesia ingår i släktet Postia och familjen Fomitopsidaceae.  Artens status i Sverige är: Ej påträffad. Inga underarter finns listade i Catalogue of Life.